# Florian Camathias
Florian Camathias (* 23. März 1924 in St. Gallen; † 10. Oktober 1965 in Brands Hatch) war ein Schweizer Motorradrennfahrer.

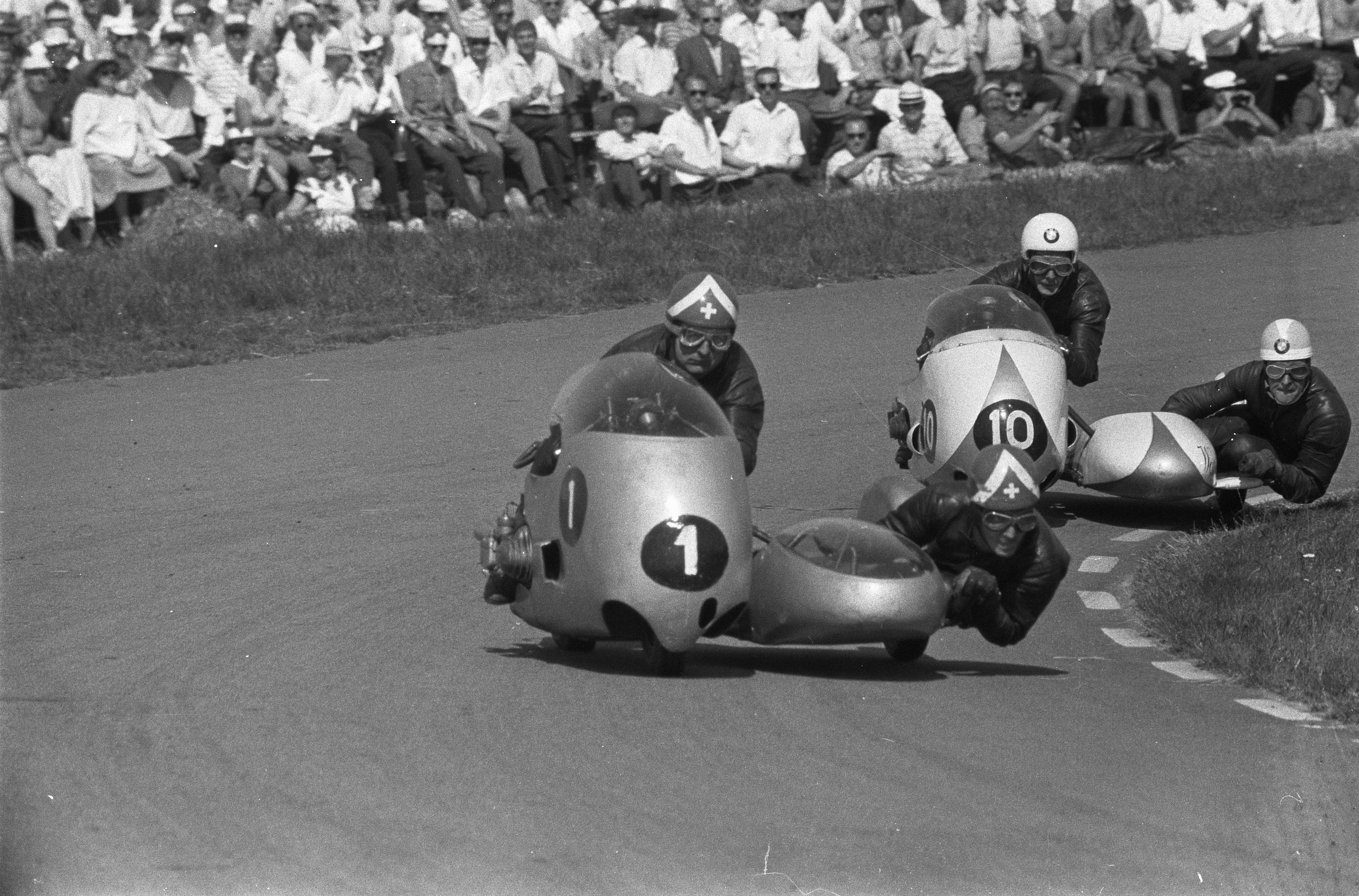
Camathias 1960 in Assen

## Hintergrund
Camathias’ Vater war schon Motorradrennfahrer und verunglückte zwei Jahre nach der Geburt seines Sohnes tödlich. Nach dem Krieg eröffnete Florian Camathias in der Nähe von Montreux ein Motorradgeschäft mit Werkstatt als BMW-Vertragshändler. Camathias war stark kurzsichtig und musste ständig eine Brille tragen, was unter Rennfahrern eher eine Seltenheit ist. Er galt als Spitzenfahrer und wurde immer als potentieller Weltmeister gehandelt. Beim Publikum war er wegen seines Siegeswillens und der daraus resultierenden Fahrweise beliebt. Seine Motorradgespanne baute er selber auf BMW-Basis auf. Später wurde er dabei von seinem Freund Helmut Fath unterstützt. Die Maschinen trugen die Bezeichnung FCS-B für Florian Camathias Spezial BMW. Dabei kam ihm der Motorradhersteller bei der Belieferung mit renntauglichem Material wenig entgegen. Viele Komponenten musste er sich über andere Firmen besorgen.

## Werdegang
Sein erstes Rennen, noch auf einem Solomotorrad, bestritt er 1947 in Lausanne mit einer alten BMW R 5. Er kam als Zweiter hinter dem amtierenden Schweizer Meister Benoît Musy ins Ziel. 1948 beendete er in Schaffhausen bereits ein Rennen als Erster. Nach und nach startete er immer häufiger bei den Gespannen. Seine BMW baute er selber um. Ab 1953 trat er nur noch in der Seitenwagen-Weltmeisterschaft an. Erste Erfolge stellten sich ein und 1955 belegte er mit seinem Beifahrer Maurice Büla auf BMW in der Gesamtwertung Rang elf, im folgenden Jahr bereits Platz fünf und die Saison 1957 beendete er mit Platz drei. Beifahrer war in diesem Jahr teilweise der Deutsche Hilmar Cecco. Mit Cecco fuhr er 1958 in Assen auf Platz eins. Sie beendeten die Saison als Vizeweltmeister. In der Motorrad-Weltmeisterschaft 1959 konnten sie diesen Erfolg wiederholen. Mit drei Beifahrern – dem Britten John Chisnell, dem Deutschen Roland Föll und dem Schweizer Gottfried Rüfenacht – reichte es im kommenden Jahr trotz einiger Platzierungen unter den ersten drei nur für den vierten Rang. 1961 war Cecco erneut Partner im Seitenwagen. Am 11. Mai 1961 verunglückten beide in der letzten Runde eines Rennens in Modena. Cecco erlag am folgenden Tag seinen Verletzungen. In der Saison 1962 ging Camathias zunächst mit dem Deutschen Horst Burkhardt an den Start, aber erst mit dem Briten Harry Winter folgten Siege und die Saison endete mit dem Vizetitel. Trotz Podiumsplätzen blieb in der folgenden Saison nur ein vierter Platz für ihn und seinen Schweizer Beifahrer Franz Ducret. Am 10. Oktober 1965 verunglückte er tödlich beim Race Of South im englischen Brands Hatch.

## Siegestatistik (Auszug)
| Jahr | Klasse  | Maschine | Rennen                       |
| ---- | ------- | -------- | ---------------------------- |
| 1958 | Gespann | BMW      | Dutch TT                     |
| 1959 | Gespann | BMW      | Großer Preis von Deutschland |
| 1959 | Gespann | BMW      | Dutch TT                     |
| 1962 | Gespann | BMW      | Großer Preis von Belgien     |
| 1963 | Gespann | BMW      | TT                           |
| 1963 | Gespann | BMW      | Großer Preis von Deutschland |
| 1965 | Gespann | BMW      | Großer Preis von Frankreich  |